# Gerhard Schmidt (Agrarwissenschaftler)
Gerhard Schmidt (* 26. September 1926; † 17. Juni 1953 in Halle (Saale)) war ein deutscher Agrarwissenschaftler und Opfer der DDR-Diktatur. Er wurde während des Aufstands des 17. Juni von Polizisten erschossen. Die SED-Propaganda machte für seinen Tod „faschistische Provokateure“ verantwortlich.

## Leben
Gerhard Schmidt war der Sohn eines Juristen und studierte nach dem Zweiten Weltkrieg Landwirtschaft an der Martin-Luther-Universität Halle-Wittenberg. Nach abgeschlossenem Studium war er dort Doktorand. Am 17. Juni 1953 wollte er mit seiner kurz zuvor geheirateten Frau Verena seine Schwiegereltern besuchen. Auf dem Weg zu diesen äußerte er seine Freude darüber, dass die Stalinbilder in der Stadt abgerissen wurden. Vor dem Gefängnis Roter Ochse kamen sie in eine Menschenansammlung, die für freie Wahlen demonstrierte. Als sie diese schon passiert hatten, wurde das Gefängnistor aufgerissen und von dort wahllos in die Menge geschossen, wodurch vier Personen getötet wurden. Schmidt wurde von einem Querschläger in die Lunge getroffen und verstarb während der Einlieferung ins Krankenhaus.
Nach seinem Tod wurde in einem vertraulichen Polizeibericht festgehalten, dass Schmidt nur zufällig anwesend und kein „Provokateur“ gewesen war. Es wurde beschlossen, seinen Tod im Sinne des Regimes darzustellen und die wahren Umstände zu verheimlichen. Mit Drohungen wurde seine Frau gezwungen, an einem Staatsbegräbnis teilzunehmen, bei dem den Aufständischen die Schuld an seinem Tod gegeben wurde. Am Tag seiner Beerdigung veröffentlichte die SED-Bezirkszeitung „Freiheit“ den Text:

„Eine Horde faschistischer Provokateure versuchte, die Strafanstalt am Kirchtor unter Anwendung von Schusswaffen zu stürmen. Die faschistischen Banditen hetzten die umstehenden Bürger zur Teilnahme an ihrem Gewaltstreich auf und schossen auf jeden, der sich ihnen widersetzte. Dabei wurde der Jugendfreund Schmidt, der seinen Abscheu gegen diese Verbrechen kundgab, von diesen durch einen Pistolenschuss niedergestreckt.“

Erich Honecker schickte Schmidts Frau ein Telegramm, in dem er von schändlichen Kriegstreibern, die Schmidt ermordet hätten, schrieb.
Von der Universität Halle waren bei der Trauerfeier als offizielle Teilnehmer Leo Stern, Herbert Funk und von der landwirtschaftlichen Fakultät Gerhard Friedrich anwesend. Viele der angeblich 5000 Trauergäste waren von der Polizei, der FDJ und von Betrieben abgeordnet.
Am 17. Juni 2013 gedachten seiner und zweier anderer Opfer die Schüler des „Thomas-Müntzer-Gymnasiums“ in Halle. Sie zogen vom Gefängnis zu seinem Grab in Kröllwitz.